# FK Ekranas Panevėžys

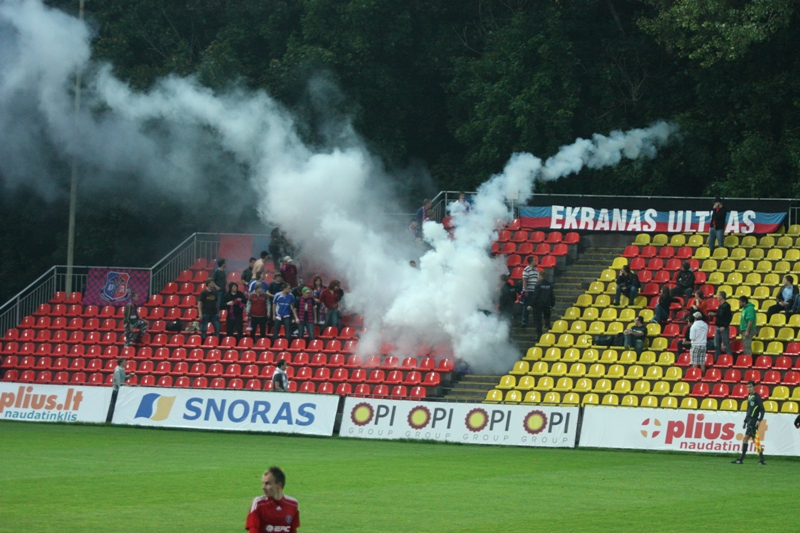
Fans van Ekranas in 2009

Ekranas Panevėžys is een Litouwse voetbalclub uit Panevėžys.
De club werd in 1964 opgericht en werd in 1985 kampioen van de SSR Litouwen, deze competitie was op dat moment een onderdeel van het competitiesysteem in de Sovjet-Unie. Datzelfde jaar won de club ook de regionalebeker.
Na de onafhankelijkheid van Litouwen behaalde de club in 1993 voor het eerst het landskampioenschap van het onafhankelijke Litouwen. Er werden er nadien nog vier aan toegevoegd. Op twee slechtere noteringen na eindigde de club altijd in de top vijf. De eerste bekerwinst volgde in 1997, ook hier werden er nadien nog vier aan toegevoegd.
Na het seizoen 2014, waarin de club als zesde eindigde, werd Ekranas door de bond vanwege financiële problemen in de 1 Lyga geplaatst. Daarin ging de club echter niet van start en ging begin 2015 failliet. Er werd een doorstart gemaakt en sinds 2015 speelt Ekranas weer op lager niveau.

## Erelijst
- Landskampioen

1993, 2005, 2008, 2009, 2010, 2011, 2012
- Beker van Litouwen

Winnaar: 1998, 2000, 2010, 2011
Finalist: 1994, 2003, 2006
- LFF Supertaurė

1998, 2006, 2010, 2011
- Kampioen van de SSR Litouwen

1985
- Beker van de SSR Litouwen

1985

## In Europa
FK Ekranas Panevėžys speelt sinds 1993 in diverse Europese competities. Hieronder staan de competities en in welke seizoenen de club deelnam:
- Champions League (7x)

1993/94, 2006/07, 2009/10, 2010/11, 2011/12, 2012/13, 2013/14
- Europa League (3x)

2011/12, 2012/13, 2014/15
- Europacup II (1x)

1998/99
- UEFA Cup (5x)

2000/01, 2003/04, 2004/05, 2005/06, 2007/08
- Intertoto Cup (3x)

1999, 2001, 2008

## Eindrangschikkingen
| Seizoen | 1991 | 91/92 | 92/93 | 93/94 | 94/95 | 95/96 | 96/97 | 97/98 | 98/99 | 1999* | 2000 | 2001 | 2002 | 2003 | 2004 | 2005 | 2006 | 2007 | 2008 | 2009 |
| ------- | ---- | ----- | ----- | ----- | ----- | ----- | ----- | ----- | ----- | ----- | ---- | ---- | ---- | ---- | ---- | ---- | ---- | ---- | ---- | ---- |
| Plaats  | 4    | 5     | 1     | 3     | 8     | 7     | 5     | 3     | 4     | 5     | 4    | 4    | 3    | 2    | 2    | 1    | 2    | 3    | 1    | 1    |
| Seizoen | 2010 | 2011  |       |       |       |       |       |       |       |       |      |      |      |      |      |      |      |      |      |      |
| Plaats  | 1    | 1     |       |       |       |       |       |       |       |       |      |      |      |      |      |      |      |      |      |      |

## Bekende (oud-)spelers
Serghei Pogreban
FK Atmosfera ·
Banga B ·
BFA ·
Babrungas ·
Be1 ·
Ekranas ·
Garliava ·
Hegelmann B ·
Neptūnas ·
Nevėžis ·
Minja ·
Kauno B ·
Panevėžys B ·
Riteriai ·
Šiauliai B ·
Tauras